# Coada Malului
Coada Malului – wieś w Rumunii, w okręgu Prahova, w gminie Măgurele. W 2011 roku liczyła 847 mieszkańców.